# Secrétaire d'État assistant aux Affaires africaines
Le secrétaire d'État assistant aux Affaires africaines est le chef du Bureau des affaires africaines, au sein du département d'État des États-Unis, qui dirige le fonctionnement de l'établissement diplomatique américain dans les pays d'Afrique subsaharienne et conseille le secrétaire d'État et le sous-secrétaire pour les Affaires politiques.

## Historique
Le 18 juillet 1958, le Congrès a autorisé un 11e sous-secrétaire d'État, permettant au département d'État de créer un bureau chargé des relations avec les nations nouvellement indépendantes d'Afrique. Au début, lorsque le département d'État a créé trois divisions géographiques en 1909, les affaires africaines étaient sous la responsabilité des Divisions des affaires du Proche-Orient et de l'Europe occidentale. L'arrêté départemental n° 692 du 15 juin 1937 a transféré la responsabilité de tous les territoires africains à l'exception de l'Algérie et de l'Union sud-africaine à la division des affaires du Proche-Orient. Une division des affaires africaines a été créée au sein du bureau des affaires du Proche-Orient en janvier 1944. Lorsque le Bureau des affaires du Proche-Orient, de l'Asie du Sud et de l'Afrique a été créé, il y avait toujours une division des affaires africaines au sein de ce bureau.

## Liste des secrétaires d'État assistants aux Affaires africaines
| Portait | Titulaire                   | Début             | Fin               | Président                            |
| ------- | --------------------------- | ----------------- | ----------------- | ------------------------------------ |
|         | Joseph C. Satterthwaite     | 2 septembre 1958  | 31 janvier 1961   | Dwight D. Eisenhower John F. Kennedy |
|         | G. Mennen Williams          | 1er février 1961  | 23 mars 1966      | John F. Kennedy Lyndon B. Johnson    |
|         | Joseph Palmer II            | 11 avril 1966     | 7 juillet 1969    | Lyndon B. Johnson                    |
|         | David D. Newsom             | 17 juillet 1969   | 13 janvier 1974   | Richard Nixon                        |
|         | Donald B. Easum             | 18 mars 1974      | 26 mars 1975      | Richard Nixon Gerald Ford            |
|         | Nathaniel Davis             | 2 avril 1975      | 18 décembre 1975  | Gerald Ford                          |
|         | William E. Schaufele, Jr.   | 19 décembre 1975  | 17 juillet 1977   | Gerald Ford Jimmy Carter             |
|         | Richard M. Moose            | 6 juillet 1977    | 16 janvier 1981   | Jimmy Carter                         |
|         | Chester Crocker             | 9 juin 1981       | 21 avril 1989     | Ronald Reagan George H. W. Bush      |
|         | Herman Jay Cohen            | 12 mai 1989       | 26 février 1993   | George H. W. Bush Bill Clinton       |
|         | George Moose                | 2 avril 1993      | 22 août 1997      | Bill Clinton                         |
|         | Susan E. Rice               | 9 octobre 1997    | 20 janvier 2001   | Bill Clinton                         |
|         | Walter H. Kansteiner, III   | 4 juin 2001       | 1er novembre 2003 | George W. Bush                       |
|         | Charles R. Snyder (intérim) | 1er novembre 2003 | 24 juillet 2004   | George W. Bush                       |
|         | Constance Berry Newman      | 24 juillet 2004   | 26 août 2005      | George W. Bush                       |
|         | Jendayi Frazer              | 29 août 2005      | 20 janvier 2009   | George W. Bush                       |
|         | Johnnie Carson              | 7 mai 2009        | 30 mars 2013      | Barack Obama                         |
|         | Donald Yamamoto             | 30 mars 2013      | 5 août 2013       | Barack Obama                         |
|         | Linda Thomas-Greenfield     | 6 août 2013       | 10 mars 2017      | Barack Obama Donald Trump            |
|         | Donald Yamamoto (intérim)   | 5 septembre 2017  | 22 juillet 2018   | Donald Trump                         |
|         | Tibor P. Nagy, Jr.          | 23 juillet 2018   | 20 janvier 2021   | Donald Trump                         |
|         | Robert F. Godec (intérim)   | 20 janvier 2021   | 30 septembre 2021 | Joe Biden                            |
|         | Mary Catherine Phee         | 30 septembre 2021 | en cours          | Joe Biden                            |